# Oxphar
Oxphar est un jeu d'aventure français tiré d'une pièce de théâtre interprétée par la Compagnie de la Manicle. Il a été édité par ERE Informatique en 1987 (programmation : Philippe Taupin ; graphismes : Michel Rho)
Bien qu'ayant le même scénario entre Amstrad et Thomson, la mécanique de jeu est fondamentalement différente entre les 2 plateformes. Sur la version Thomson, on n'agit qu'en répondant à un QCM à chaque événement (entre 2 et 3 options par les touches chiffrées) alors que la version Asmtrad est nettement plus aboutie (bien que la mécanique utilise un système archaïque de saisie de caractères). Le jeu se termine en moins de 3 min sur Thomson alors que sur Amstrad, il est ponctué par un tas d'événements et de choix intermédiaires qui en fait une version nettement plus intéressante. 
Le joueur incarne un chevalier à la quête de la pierre bleue de Savanah. Il peut interagir avec les personnages qu'il croise et les objets qu'il possède en utilisant l'analyseur syntaxique du jeu ; ce dernier compense d'ailleurs une certaine rigidité par la capacité à apprendre de nouveau mot.
Si le joueur saisit une insulte, le jeu change : un casse-brique apparait ; le joueur doit alors effacer les briques du mot « INFAMIE » avec sa balle et sa raquette.